# 福島いすゞ自動車
福島いすゞ自動車株式会社（ふくしまいすずじどうしゃ、略称：福島いすゞ）は、かつて存在したいすゞ自動車の正規ディーラー。福島県に本社を置き、福島運輸支局管轄区域を販売エリアとした。
2012年（平成24年）4月1日、青森いすゞ自動車、岩手いすゞ自動車及び宮城いすゞ自動車と合併し、いすゞ自動車東北となった。

## 事業所所在地
- 福島支店 - 福島市岡島字長岬
- 県央店 - 福島県須賀川市大字森宿字北向
- いわき店 - 福島県いわき市小名浜島字渡地
- 会津店 - 福島県会津若松市町北町大字中沢字平沢
- 郡山店 - 福島県郡山市南
- 相双店 - 福島県南相馬市原町区金沢字堤下
- 白河営業所 - 福島県白河市鶴巻山

- 福島店サービス工場 - 福島市太平寺字沖高
- 県央店サービス工場 - 須賀川市大字森宿字北向
- いわき店サービス工場 - いわき市小名浜島字渡地
- 会津店サービス工場 - 会津若松市町北町大字中沢字平沢
- 郡山第二工場 - 本宮市字北ノ内
- 相双店サービス工場 - 南相馬市原町区金沢字堤下
- 県央第二工場 - 白河市鶴巻山